# Fraternité de Sainte Marte
La Fraternité de Sainte Marte est une confrérie catholique qui participe aux festivités de la Semaine Sainte de Séville, en Andalousie, Espagne.
Son nom complet est : Real, Muy Ilustre y Venerable Hermandad del Santísimo Sacramento, Inmaculada Concepción, Ánimas Benditas y Cofradía de Nazarenos del Santísimo Cristo de la Caridad en su traslado al Sepulcro, Nuestra Señora de las Penas y Santa Marta, ce qui peut se traduire par: Royale, Très Illustre et Vénérable Fraternité du Sanctissime Sacrement, Immaculée Conception, Âmes Bénites et Confrérie de Pénitents du Sanctissime Christ de la Charité lors de son transport au Sépulcre, Notre Dame des Peines et Sainte Marthe.

## Siège
Le siège de la fraternité se trouve en l'église Saint André, sur la place éponyme de la ville de Séville, Dans les années 1990 pendant lesquelles cette dernière était fermée au culte, en raison de travaux de restauration, la Fraternité dut réaliser sa Station de pénitence en l'église, proche, de Saint-Martin.

## Histoire
La Fraternité de Sainte Marta est le fruit de la fusion en 1982 de deux fraternités plus anciennes : la Fraternité sacramentelle de la paroisse de Saint André, fondée en 1514, et la Confrérie de Sainte Marthe, fondée en 1946 dans la paroisse de Saint-Barthélemy.
Au début, la fraternité de Sainte Marthe était consacrée exclusivement à son culte comme sainte patronne des métiers de l'hôtellerie. En 1948, elle se transforme en fraternité de pénitence avec le titre Transport au Sépulcre.  En 1952, elle se déplace vers l'église Saint André et effectue sa première Station de pénitence à la cathédrale de Séville le Lundi saint, 30 mars 1953.
La fusion des deux fraternités est entérinée par arrêté du secrétaire diocésain des Fraternités et Confréries, le 30 mars 1982.
Après être restée plus d'une décennie dans l'église de Saint-Martin à cause de travaux dans l'église Saint André, elle revient à son siège originel, en 2001.
Le Lundi saint de 2015 Felipe VI d'Espagne assiste à la sortie en procession de la Fraternité de Sainte Marthe.

## Pasos et procession
Le Paso, de style néo-barroque, en vermeil, est illuminé par des fanaux en argenterie soutenus par des anges. Il est orné de cartouches relatant la vie de Sainte Marta.
Le mystère du Paso représente, après la déposition de Jésus, son transport par les Saints Hommes, Joseph d'Arimathie et Nicodème. Des deux côtés sont agenouillées, une des Saintes Femmes et Marie Madeleine. Suivent Sainte Marte qui porte les clous de la croix, une Sainte Femme qui porte la couronne d'épines, la Vierge Marie et l'apôtre Saint Jean ferment la marche.
La Vierge, datée de 1958 et Sainte Marte réalisée en 1950 sont des œuvres du sculpteur Sebastián Santos Rojas. Le reste du groupe sculpté porté par le Paso, y compris le Christ, ont été réalisées en 1953 par Luis Ortega Bru.
La Vierge porte  une diadème d'argent doré réalisé en 1959, elle est vêtue d'un manteau de velours rasé bleu.  

### Pénitents
| - froc, masque, capirote, boutons, Chaussettes et chaussures noires - Cingulaire argenté | Bien que processionnant le Lundi saint, le mystère du Paso de la confrérie représente l'instant où le Christ est transporté, entre la descente de croix et la mise au tombeau, en conséquence les pénitents défilent entièrement vêtus de noir, en silence, portant un cierge noir à la main. |

### Insignes
L'étendard de velours bleu foncé se compose de deux écus ourlés brodés d'or ; l'écu de gauche porte rebrodé de l'anagramme de Marie; l'écu de droite porte les attributs de Marthe, un bénitier et une branche d'hysope posés sur les évangiles.
Entre les deux emblèmes un ostensoir portant une hostie frappée des initiales JHS.
En dessous de l'emblème de gauche les épées de Saint Bartolomé, en souvenir du premier siège de la confrérie, en dessous de l'emblème de droite, la croix de Saint André dont l'église est le siège tonique de la confrérie et entre les deux, les âmes errantes du purgatoire.
L'écu est couronné d'un phylactère brodé de la devise de la confrérie : Charitas Christi urget nos.  
La médaille en argent doit être portée dans les occasions autres que les processions. L'avers est frappé du Christ de la Charité et l'envers de l'emblème de la Fraternité. Elle est portée par un cordon de soie verte et bleu.

### Patrimoine musical
- Marches de Procession récentes, Francisco Pastor Bueno.
- Adagio de Albinoni, patrimoine immatériel de la Fraternité.

### Place dans la Procession officielle
| Prédécesseur     | Rang d'entrée | Successeur     |
| ---------------- | ------------- | -------------- |
| Sainte Geneviève | 4° rang       | Saint Gonzague |

## Crédits
- (es) Cet article est partiellement ou en totalité issu de l’article de Wikipédia en espagnol intitulé « Hermandad de Santa Marta (Sevilla) » (voir la liste des auteurs).